# KMFDM
KMFDM (giản lược từ Kein Mehrheit Für Die Mitleid [sic]) là một ban nhạc industrial được dẫn dắt bởi nhà đa nhạc cụ người Đức Sascha Konietzko, người đã thành lập ban nhạc năm 1984 như một dự án nghệ thuật trình diễn. KMFDM đã phát hành mười chín album phòng thu, với lượng đĩa bán ra hơn 2 triệu trên toàn cầu.
Ban nhạc đã trải qua nhiều sự thay đổi đội hình, với sự góp mặt của rất nhiều nhạc sĩ khách mời. Đội hình đầu tiên gồm tay trống người Đức En Esch và ca sĩ người Anh Raymond Watts (người rút lui và tái gia nhập ban nhạc nhiều lần). Tay guitar người Đức Günter Schulz tham gia năm 1990; cả Schulz và Esch tiếp tục gắn bó với KMFDM cho tới khi nhóm tan rã năm 1999. Konietzko tái hợp KMFDM năm 2002 (Esch và Schulz từ chối tái tham gia), và tới năm 2005, hình thành một đội hình ổn định gồm ca sĩ người Mỹ Lucia Cifarelli, hai tay guitar người Anh Jules Hodgson và Steve White, và tay trống người Anh Andy Selway.

## Thành viên

### Đội hình chính thức
Đội hình chính thức của KMFDM gồm:
- Sascha Konietzko – hát, guitar, bass, programming, keyboard, bộ tổng hợp, bộ gõ
- Lucia Cifarelli – hát, keyboard
- Jules Hodgson – guitar, bass, keyboard
- Andy Selway – trống
- Steve White – guitar

### Cựu thành viên nổi bật
- En Esch – hát, trống, guitar, programming
- Raymond Watts – hát, programming
- Günter Schulz – guitar, programming
- Mark Durante – guitar, guitar sắt
- Tim Skold – hát, guitar, bass, trống, programming

## Đĩa nhạc

### Album phòng thu
| - Opium (1984) - What Do You Know, Deutschland? (1986) - Don't Blow Your Top (1988) - UAIOE (1989) - Naïve (1990) - Money (1992) - Angst (1993) - Nihil (1995) - Xtort (1996) - Symbols (1997) | - Adios (1999) - Attak (2002) - WWIII (2003) - Hau Ruck (2005) - Tohuvabohu (2007) - Blitz (2009) - WTF?! (2011) - Kunst (2013) - Our Time Will Come (2014) - Hell Yeah (2017) - Paradise (2019) |